# Лушкін Володимир Андрійович
Лушкін Володимир Андрійович (нар. 10 листопада 1946, с. Поздняшівка, Севський район, Брянська область, РРФСР, СРСР) — український політик російського походження, д.ек.н. (2003), проф. (2004); ДП НЕК «Укренерго», головний державний інспектор України з енергетичного нагляду відокремленого підрозділу Головдерженергонагляду; депутат Житомирської облради (з 11.2010).
Голова Житомирської облдержадміністрації (7 квітня 1998 — 31 серпня 2001)

## Життєпис
Народився 10 листопада 1946 (с. Поздняшівка, Севський район, Брянська область, РРФСР, СРСР) у російській селянській родині. Батько Андрій Сергійович (1913—1962) і мати Феодосія Федорівна (1914—1960) — селяни; дружина Галина Михайлівна (1949); Тетяна (1977) Володимир(1999) і Михайло(2002).

### Освіта
Глухівський технікум механізації і електрифікації с. г. (1963—1967).
Київський політех. ін-т (1986), «Електропостачання пром. підприємств, міст, с. г.»; канд. дис. «Організація управління лізингом у системі перспективного інвестування» (Харків. держ. ун-т, 1998); док. дис. «Науково-методологічні основи державного управління інвестиційними процесами розвитку економіки (регіональний та галузевий аспект)» (Харків. нац. ун-т ім. В.Каразіна, 2003).

## Кар'єра
07.-08.1967 — інженер абонентської служби, Житомир. обл. підприємство сільських електромереж.
08.1967-11.1969 — служба в армії.
12.1969-12.1970 — інженер-інспектор, Черняхівський р-н електромереж Житомир. обл.
12.1970-04.1972 — майстер, Коростенська електромережна дільниця Черняхівського р-ну електромереж Житомир. обл.
04.1972-03.1978 — начальник, Коростенський р-н електромереж Житомир. обл.
03.1978-06.1987 — заступник директора Коростенського підприємства електромереж.
06.1987-04.1995 — директор Житомирського підприємства східних електромереж.
04.-07.1995 — директор Державного енергопостачального підприємства «Житомиробленерго».
07.1995-04.1998 — голова правління — директор Державної акціонерної енергопостачальної компанії «Житомиробленерго».
07.04.1998-31.08.2001 — голова Житомирської облдержадміністрації.
31.08.2001-18.12.2003 — Державний секретар Міністерства палива та енергетики України, 12.2003-02.2005 — заступник Міністра палива та енергетики України.
2005—2006 — радник президента, ДП НАЕК «Енергоатом».
03.2006 канд. в нар. деп. України від Блоку НДП, № 11 в списку. На час виборів: радник президента ДП НАЕК «Енергоатом», заст. директор АК «Київенерго», член НДП.
06.2006-02.2007 — член Нац. комісії регулювання енергетики України.
З 02.2007 — заступник дир. з кадрової роботи, зв'язків з громадськістю та перспективного розвитку, НЕК «Укренерго».
Член Політради Народно-демократичної пратії (з 04.2000); член політвиконкому НДП (з 12.2002); голова Житомир. обл. орг. об'єднання «Нова Україна»; чл. Нац. ради з узгодження діяльності загальнодержавних і регіональних органів та місцевого самоврядування (з 12.2000); чл. Комісії з організації діяльності технол. парків та інноваційних структур інших типів (з 03.2003).
Учасник ліквідації аварії на ЧАЕС 1-ї категорії.
2015 рік- за станом здоров'я переїджає до Житомира й працює деканом в Житомирському університеті.

## Відзнаки
- Генерал-отаман Українського козацтва.
- Академік Міжнародної інженерної академії, Інженерної академії України, Міжнародної академії наук екології та безпеки життєдіяльності.
- Заслужений енергетик України (1996). Заслужений енергетик СНД (2002). Знак «Шахтарська слава» III, II ступенів. Медаль «За трудову доблесть» (05.1977).
- Орден «За заслуги» III ступеня (02.2001). Орден Дружби (Росія).
- Почесний громадянин Коростеня (2003)[1].

## Наукова діяльність
Автор (співав.) 36 наук. і навчально-метод. праць, зокрема монографій: «Лізинг у промисловості та підприємництві України» (1998), «Аудит» (1999), «Контроль і ревізія підприємств» (2000), «Финансы. Деньги. Кредит» (2001), «Безпека життєдіяльності» (2001), «Вільні економічні зони у національній економіці та перспективи розвитку» (2001), «Інвестиції та економічний розвиток» (2002).

## Захоплення
Риболовля, полювання, бджільництво.

## Джерело
- Науково-технічна спілка [Архівовано 4 березня 2016 у Wayback Machine.]